# 楊价
楊（？—1243年），字善父，第14任播州土司，大致活躍於南宋末年。
楊价是前任土司楊粲的長子。紹定年間，楊粲去世。楊价繼任土司之位，以播州事務託付給兒子楊文管理，自己則專心侍奉母親。端平年間，蒙古兵侵犯四川，包圍青野原。楊价移檄四川，請求上前線。制置使赵彦纳以其事奏闻，獲得宋理宗的批准。於是楊价率領播州兵五千人前往支援。此戰楊价立功居多，被南宋授予雄威都統制的官職。不久，复白锦堡为播州，以楊文管理播州事務，楊价統率部隊。四川受到蒙古軍攻擊，形勢危急。宋廷命令以雄威军戍嬊峡，楊价分署所部，屯泸、渝，遣奇兵击东，遂以捷多，迁武功大夫，阁门宣赞舍人。嘉熙初年，制置使彭大雅鎮守重慶，移檄楊价請求支援。楊价督萬餘人屯於江南，與四川兵互相聲援，蒙古兵不敢犯。孟珙宣撫荆湘、余玠制置西蜀的時候，都對楊价十分倚重。宋廷屢次下詔褒獎，楊价也發誓對南宋忠心不二。
楊价好学善文，在位期間致力於播州的文教發展。原先朝廷設科取士未及播州，楊价請於朝廷，而歲貢士三人。嘉熙二年（1238年），冉從周成為貴州歷史上的第一個進士。楊价死後，其子楊文繼承土司之位。贈开府儀同三司、威武寧武忠正軍節度使，賜廟忠顯、封威靈英烈侯。
楊价墓位於遵義市城郊的仁江河邊，為他與夫人田氏的夫妻合葬墓。不同於其他播州土司的石室墓，楊价墓是一座木椁墓。2013年4月，考古隊開始對該墓進行發掘，於2014年7月確認了該墓葬是楊价墓。楊价墓是迄今發現的唯一一座未遭盜掘的播州土司墓葬，被入選為2014年中國六項重大考古發現之一。

## 備註
1. ↑  此處「价」字讀音為「ㄐㄧㄝˋ」，不是「價」字的簡化字。